# SpVgg Ratibor 03
SpVgg Ratibor 03 was een Duitse voetbalclub uit Ratibor, dat tegenwoordig het Poolse Racibórz is.

## Geschiedenis
De club werd in 1903 opgericht als Ratibor FC 03 en het was de eerste voetbalclub van Opper-Silezië. Clubkleuren waren rood-wit. In 1906 speelde de club al vriendschappelijke wedstrijden tegen naburige clubs SC Diana Kattowitz en Preußen Kattowitz. Na de vorming van de Zuidoost-Duitse voetbalbond ging de club in de competitie van Opper-Silezië spelen en was niet opgewassen tegen de clubs uit Kattowitz, die elk jaar de titel binnen reven. In 1911 speelde de club wel de finale om de titel tegen SC Germania Kattowitz, maar kreeg een pak slaag van 12-1. Het volgende seizoen kwam er een elite-competitie met de beste teams. Ondanks de vicetitel mocht de club hier niet aan deelnemen. In 1913 werd de competitie weer uitgebreid naar drie reeksen en werd de club tweede achter RV 09 Gleiwitz. Intussen had de club de naam gewijzigd in SpVgg Ratibor 03.
Na de Eerste Wereldoorlog werden de clubkleuren gewijzigd in wit-geel. In 1920 werd de club groepswinnaar en verloor dan in de eindronde van TV Vorwärts Gleiwitz. In 1922 plaatste de club zich opnieuw voor de eindronde, die nu in een groepsfase gespeeld werd. De club werd vierde op vijf clubs. Twee jaar later werden de derde in de eindronde. 
De club moest enkele keren van stadion veranderen en nam in 1926 zijn intrek in het stadion am Birkenwald. Nadat de competitie in 1925 al naar twee reeksen herleid werd werd deze in 1926 naar één reeks herleid. De club moest een kwalificatieronde spelen om zich te plaatsen voor de nieuwe Bezirksliga, maar slaagde hier niet in en degradeerde.
Het volgende seizoen werd de club groepswinnaar, maar in de eindronde om te promoveren strandden ze op een vierde plaats. In 1929 werden ze opnieuw groepswinnaar. Na dit seizoen werd ook voor de tweede klasse één reeks ingevoerd, hier kon de club zich via een kwalificatieronde wel voor plaatsen. Het volgende seizoen werd de club kampioen en speelde een play-off tegen de laatste uit de Bezirksliga, stadsrivaal SV Preußen 06 Ratibor. SpVgg won de heenwedstrijd met 1-0 maar verloor dan met 4-2. Omdat het aantal goals in die tijd niet van tel was werd er een derde wedstrijd gespeeld die SpVgg ook met 1-0 kon winnen waardoor de club promoveerde. Het volgende seizoen werd de club knap derde in de Bezirksliga. In 1932 werd de club vicekampioen en speelde nog tegen bekerwinnaar Beuthener SuSV 09 voor een plaats in de Zuidoost-Duitse eindronde, maar verloor hier. In 1933 werd de club derde. Na dit seizoen werd de competitie grondig geherstructureerd. De NSDAP kwam aan de macht en de Zuidoost-Duitse voetbalbond en alle competities verdwenen. De Gauliga Schlesien kwam als vervanger waarvoor zich slechts vier clubs uit Opper-Silezië plaatsten, als derde in de stand was de club wel geplaatst en werd in het eerste seizoen zesde op tien clubs. In 1934/35 werd de club vierde. Hierna ging het bergaf tot een degradatie volgde in 1936/37. SpVgg kon de afwezigheid bij de elite tot één seizoen beperken. Met een zesde plaats werd het behoud verzekerd, maar na het uitbreken van de Tweede Wereldoorlog trok de club zich uit de Gauliga terug wegens gebrek aan spelers. Plaatselijke rivaal Preußen Ratibor bood aan om tijdens de oorlog te fusioneren om toch nog een team op te kunnen stellen, maar op dit voorstel ging de club niet in.
Na het einde van de oorlog werd Ratibor een Poolse stad. De Duitsers werden verdreven en alle Duitse voetbalclubs werden ontbonden. De oudste club uit Opper-Silezië was geschiedenis.